# Tomcio Paluch

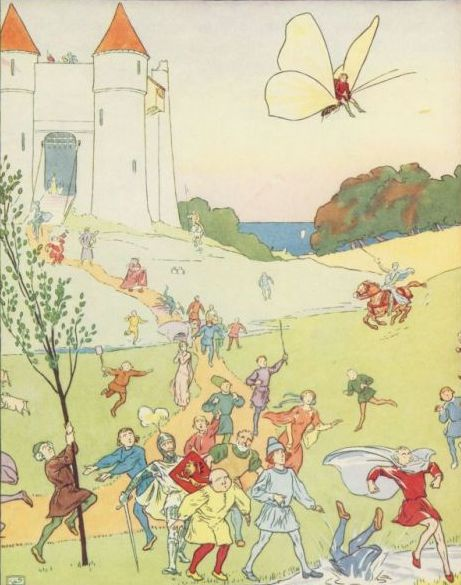
Przejażdżka Tomcia Palucha na motylu

Tomcio Paluch – fikcyjna postać z folkloru europejskiego, szczególnie z folkloru Wysp Brytyjskich, gdzie jest określana jako Tom Thumb. W Polsce niekiedy tłumaczy się jego przezwisko jako Paluszek.
W 1621 roku została opublikowana The History of Tom Thumb w języku angielskim. Tomcio jest nie większy niż kciuk ojca, a jego przygody obejmują połknięcie przez krowę, spotkania z olbrzymami i inne zdarzenia. Ostatecznie staje się w utworze ulubieńcem króla Artura. Istniały też wcześniejsze aluzje do tej postaci występujące w różnych publikacjach literackich XVI wieku, takich The Discoverie of Witchcraft (1584) autorstwa Reginalda Scota, gdzie Tomcio jest wymieniany jako jedna z nadprzyrodzonych istot mających straszyć dzieci.
Henry Fielding poświęcił mu swoje sztuki Tom Thumb (1730) oraz Tragedy of Tragedies; or, The Life and Death of Tom Thumb (1731).
W XVIII wieku, kiedy zaczęto masowo publikować książki dla dzieci, legendy o Tomciu Paluchu często modyfikowano, tak by historia Tomcia Palucha nabrała charakter moralizujący.
Tomcio Paluch jest bohaterem baśni Paluszek (fr. Le petit Pouce) autorstwa Charles'a Perraulta wydanej w zbiorze Bajki Babci Gąski (Contes de ma Mère l'Oye) w 1697 roku. 
Tomcio Paluch pojawia się także w dwóch baśniach braci Grimm, z których obie zostały opublikowane w 1812 roku w zbiorze Baśni, w tomie pierwszym. Jedna nosi tytuł Paluszek (niem. Daumling), a druga Przygody Paluszka (Daumerlings Wanderschaft).